# エマニュエル・スチュワード

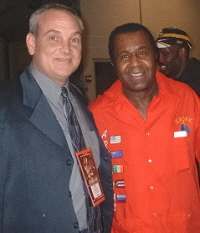
エマニュエル・スチュワード

エマニュエル・スチュワード（Emanuel Steward、1944年7月7日 - 2012年10月25日）は、アメリカ合衆国のボクシングトレーナー、テレビ解説者。ウェストバージニア州出身。

## 来歴

### 幼少・アマチュア時代
エマニュエル・スチュワードは1944年にウェストバージニア州で生まれる。両親が離婚したことで、12歳の時に母と一緒にミシガン州デトロイトに移り住んだ。短期間自動車業界で仕事をした後、ジョー・ルイスやエディ・ファッチが居たブルースター・レクリエーション・センターに入会してボクシングを始める。アマチュアボクシングでは1963年のナショナルゴールデングローブトーナメントでの勝利を含め、95勝3敗という戦績を残している。しかし、家族の経済的理由などから就職が求められプロの道を諦めて、電気技術者として働くようになった。

### トレーナー時代
1971年に弟のジェームズに付き添って近所のクロンクジムに行くようになったが、スチュワード自身は同ジムのパートタイムコーチになった。直ぐに多くの優秀なアマチュアボクサーを輩出し、全米に認知されるようなトレーナーとなった。トーマス・ハーンズら数々の選手を育て、1996年には国際ボクシング名誉の殿堂博物館に殿堂入りした。
晩年はクロンク・ジムの会長になった。
2012年10月25日、シカゴの病院で結腸ガンのため死去。9月から憩室炎のために入院していた。68歳没。

## クロンク・ジム
第一次世界大戦後にオープン、1980年にヒルマー・ケンティーがジム初の世界王者となる。最盛期の1990年代にはアリゾナ州ツーソンにもジムを開いていた。
経営が苦しくなっていた2006年9月に水道管などの設備を盗まれ再建を断念、2006年11月に閉鎖された。（閉鎖後も建物は現存していたが、2017年10月7日に放火とみられる失火により焼失した）
その後、移転して細々と運営していたが、スチュワードの死後に再び閉鎖。
2015年5月に再オープンした。

## 主な指導選手
- トーマス・ハーンズ
- イベンダー・ホリフィールド
- フリオ・セサール・チャベス
- レノックス・ルイス
- オスカー・デ・ラ・ホーヤ
- ウラジミール・クリチコ
- ジャーメイン・テイラー
- カーミット・シントロン
- ユリオルキス・ガンボア[5]